# Tabebuia heterophylla
Tabebuia heterophylla är en katalpaväxtart som först beskrevs av DC. och fick sitt nu gällande namn av Nathaniel Lord Britton. Tabebuia heterophylla ingår i släktet Tabebuia och familjen katalpaväxter. Inga underarter finns listade i Catalogue of Life.

## Bildgalleri

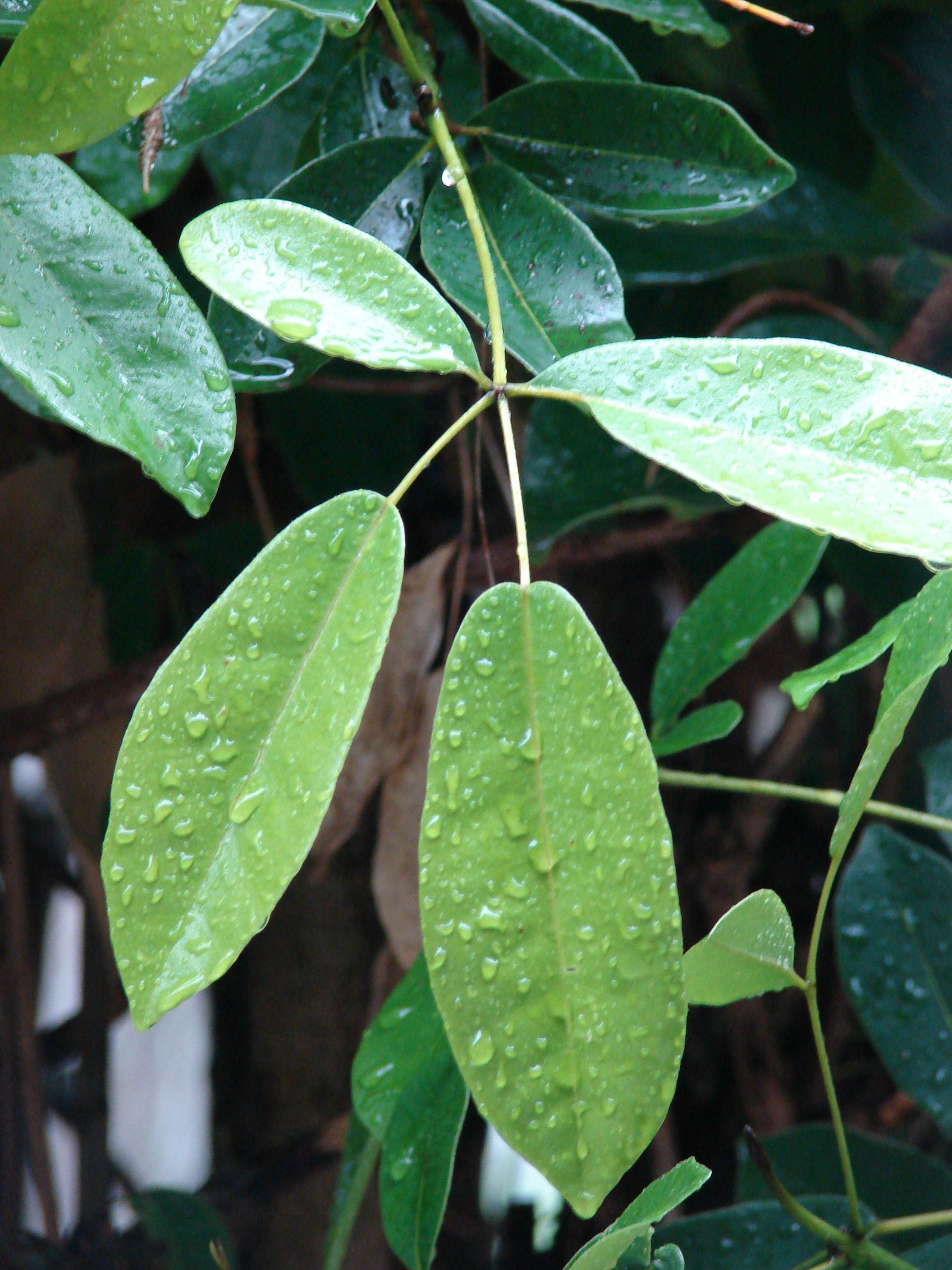
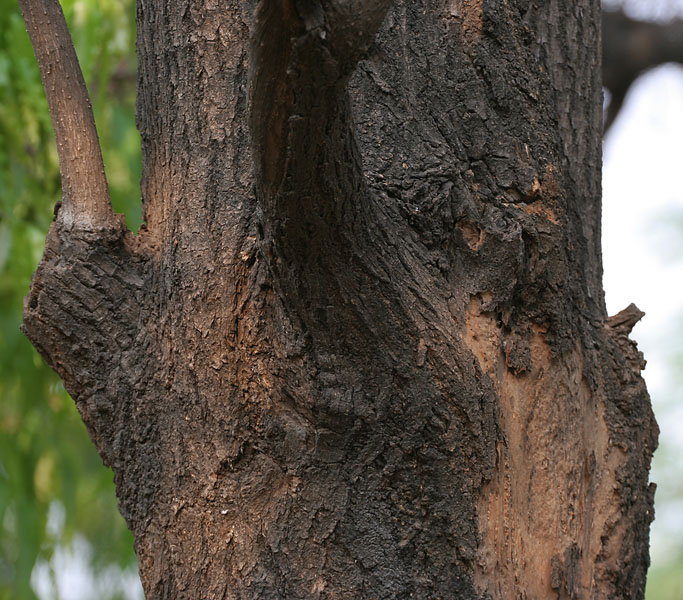
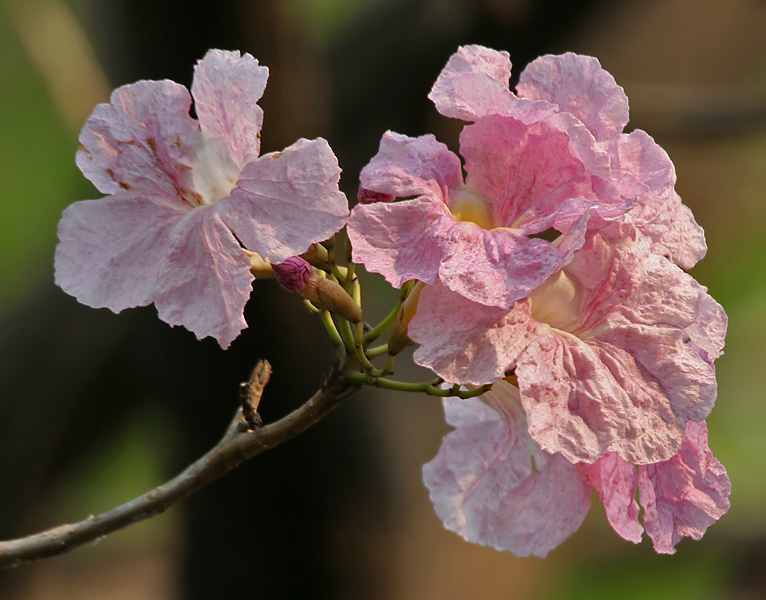
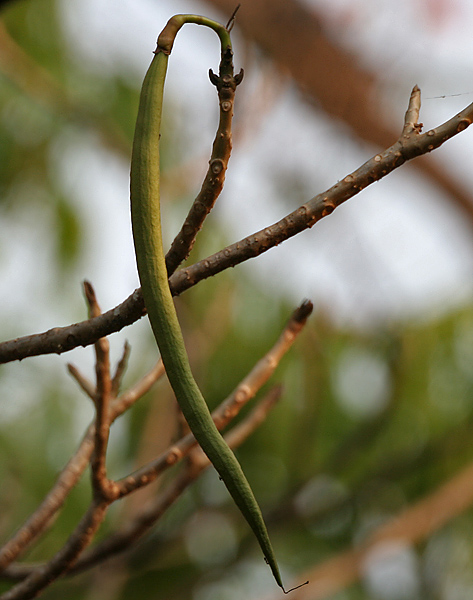